# Université de Ngozi
Université de Ngozi är ett universitet i Burundi. Det ligger i provinsen Ngozi, i den norra delen av landet, 70 kilometer nordost om huvudstaden Bujumbura.